# Ramazan Şahin

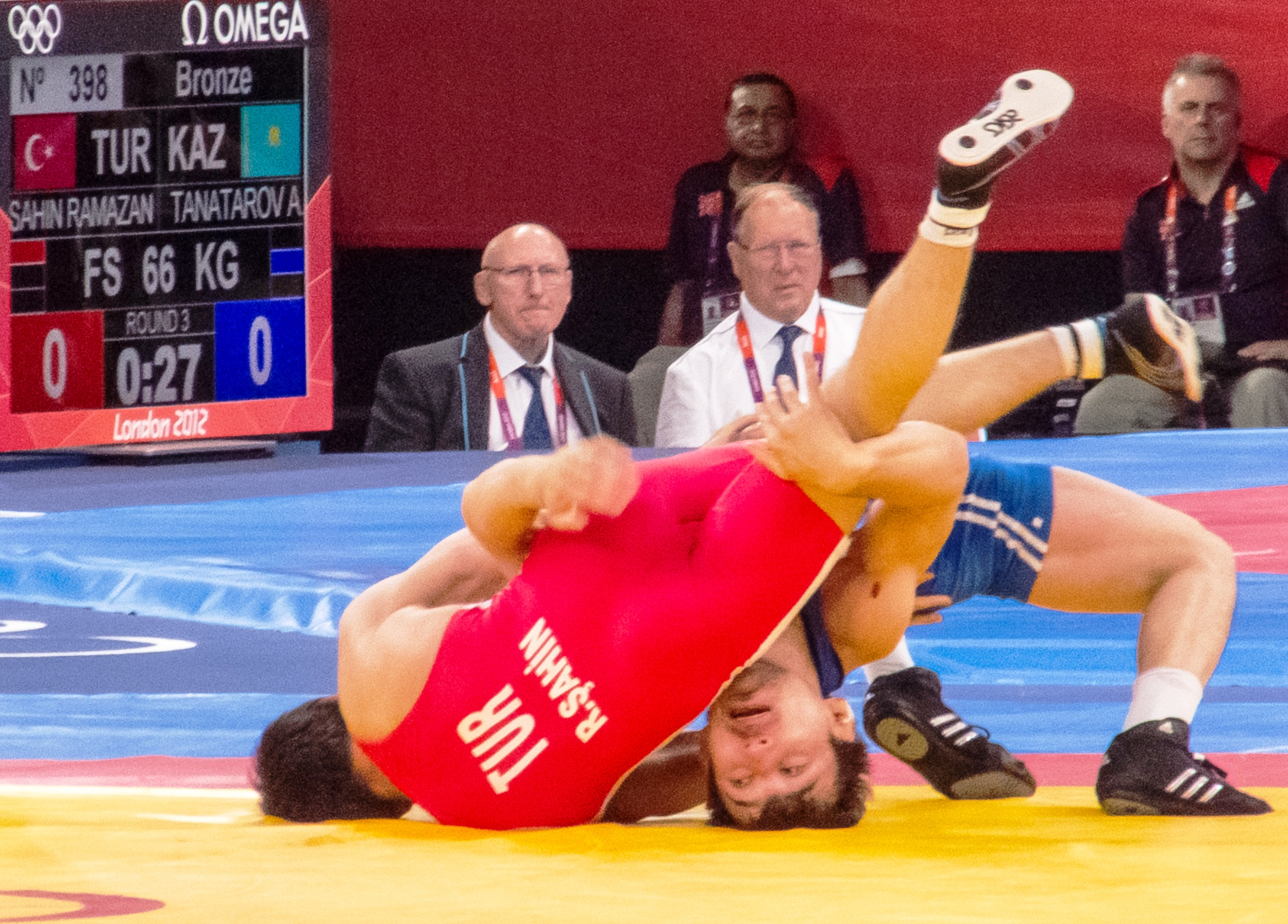
Ramazan Şahin (rot)

Ramazan Şahin (* 8. Juli 1983 in Machatschkala, Sowjetunion als Ramsan Irbaichanow, türkisch Ramazan İrbayhanov) ist ein türkischer Freistilringer tschetschenischer Abstammung. Er wanderte 2005 in die Türkei aus, wo sein Onkel İshak İrbayhanov Manager des nationalen Ringerteams ist.
Im Jahr 2007 erreichte Şahin seinen ersten internationalen Erfolg, als er bei der Ringer-Europameisterschaft in Sofia die Bronzemedaille errang. Im selben Jahr wurde er Weltmeister in Baku. 2008 gewann Şahin bei der Europameisterschaft Gold und reiste somit als amtierender Welt- und Europameister in der 66-kg-Klasse als Favorit zu den Olympischen Spielen nach Peking. Dort besiegte er zunächst den Kubaner Geandry Garzon, den Iraner Mehdi Taghavi sowie den Georgier Otar Tuschischwilli, ehe er im Finale auf Andrei Stadnik aus der Ukraine traf. Auch dieser war ihm mit 5:6 knapp unterlegen, sodass Şahin nach dem Welt- und Europameistertitel auch den Olympiasieg erreichte.
2008 erhielt er den Sedat-Simavi-Preis für Sport.